# Columbia (allégorie)
Pour les articles homonymes, voir Columbia.
 (décembre 2023).
Si vous disposez d'ouvrages ou d'articles de référence ou si vous connaissez des sites web de qualité traitant du thème abordé ici, merci de compléter l'article en donnant les références utiles à sa vérifiabilité et en les liant à la section « Notes et références ».

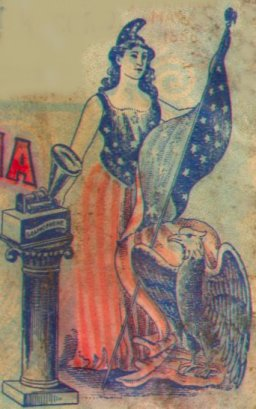
Photo d'un boîtier de cylindre phonographique Columbia Records de la fin du XIXe siècle.

Columbia est une figure allégorique des États-Unis qui émerge au cours de la deuxième moitié du XIXe siècle. Elle est souvent utilisée dans les dessins de presse politiques jusqu'au début du XXe siècle, ainsi que dans de nombreuses campagnes de communication. C'est en quelque sorte l'équivalent féminin de l'Oncle Sam ou de la Marianne française.

## Historique
Colombia dérive du patronyme de l'explorateur Christophe Colomb ; par la suite, il s'impose en tant que surnom des États-Unis. Ainsi, par exemple, John Gast utilise cette figure comme allégorie du progrès dans son tableau de 1872, American Progress. La World's Columbian Exposition est le nom officiel de l'Exposition universelle de 1893 tenue à Chicago.
Ce surnom tombe en désuétude au début du XXe siècle.

## Culture populaire
- Le logo de la Columbia Pictures, grande société américaine de production cinématographique, représente Columbia, portant une torche, rappelant également la statue de la Liberté. Une idée répandue prétendait que la statue de la Columbia était représentée à l'effigie de Deborah Kerr[1]. Bien qu'il y eût une certaine ressemblance avec la rousse actrice écossaise, il semblerait que ce soit une modèle de la Nouvelle-Orléans du nom de Jenny (ou Jennifer) Joseph[2] qui ait servi de modèle.
- Dans le jeu vidéo BioShock Infinite, la ville fictive qui sert de décor porte le nom de Columbia, en référence directe à l'allégorie.
- Dans la série American Gods, saison 2, épisode 6, l'un des personnages fait référence à Columbia.